# Ley de Bosque Nativo (Chile)
La ley 20283, sobre Recuperación del Bosque Nativo y Fomento Forestal, también conocida simplemente como Ley de Bosque Nativo, es una ley chilena que tiene por objeto regular la protección, la recuperación y el mejoramiento de los bosques nativos, con el fin de asegurar la sustentabilidad forestal y la política ambiental
Es una de las leyes chilenas que más tiempo ha estado en tramitación en el Congreso Nacional, pues fue ingresada en 1992 y concluyó en 2008. Fue promulgada por la presidenta Michelle Bachelet el 11 de julio de 2008 y publicada en el Diario Oficial el 30 de julio de 2008.

## Contenido
La ley contiene 65 artículos distribuidos en un título preliminar y ocho títulos —que tratan sucesivamente, de los tipos forestales; del plan de manejo; de normas de protección ambiental; del fondo de conservación, recuperación y manejo sustentable del bosque nativo; de los acreditadores forestales; de los recursos para la investigación del bosque nativo; del procedimiento y las sanciones; y de disposiciones generales—, además de ocho artículos transitorios.